# Фернандес Соса, Николас
Пабло Николас Фернандес Соса (исп. Pablo Nicolás Fernández Sosa; род. 6 февраля 2003, Пайсанду) — уругвайский футболист, полузащитник клуба «Рентистас».

## Клубная карьера
Фернандес — воспитанник клуба «Рентистас». 1 марта 2021 года в матче против столичного «Пласа Колония» он дебютировал в уругвайской Примере. 